# Pinamungajan
Pinamungajan (Bayan ng Pinamungajan) är en kommun i Filippinerna. Kommunen tillhör provinsen Cebu och ligger på ön med samma namn. Folkmängden uppgår till 51 715 invånare.

## Barangayer
Pinamungajan är indelat i 26 barangayer.
| - Anislag - Anopog - Binabag - Buhingtubig - Busay - Butong - Cabiangon - Camugao - Duangan - Guimbawian - Lamac - Lut-od - Mangoto | - Opao - Pandacan - Poblacion - Punod - Rizal - Sacsac - Sambagon - Sibago - Tajao - Tangub - Tanibag - Tupas - Tutay |